# 조귀재
조귀재(曺貴裁, 1969년 1월 16일 ~ )는 대한민국의 전직 축구 선수이자 현 축구 지도자로 선수 시절 포지션은 수비수였던 재일 한국인이며 현재 교토 상가의 감독으로 재직하고 있다.

## 선수 시절
1991년 가시와 레이솔에서 선수 커리어를 시작하여 1993년까지 가시와 레이솔 소속으로 공식전 55경기를 소화하며 1992 시즌 재팬 풋볼 퍼스트 디비전 준우승에 일조했다.
이후 1994 시즌부터 1995 시즌까지 우라와 레즈에서 공식전 70경기를 소화하면서 J리그 1995 4위에 기여한 뒤 1996 시즌부터 1997 시즌까지 2시즌동안 비셀 고베 소속으로 28경기를 뛰면서 1996 시즌 재팬 풋볼 리그 준우승 및 차기 시즌 J1리그 승격에 일조했으며 1997 시즌을 끝으로 7시즌간의 현역 생활을 청산했다.

## 지도자 경력

### J리그1기
현역 은퇴한 뒤 1998년 독일 쾰른의 체육 대학에서 지도자 연수를 받은 후 지도자 연수를 마치고 2000년 가와사키 프론탈레의 코치로 본격적인 지도자 커리어를 시작했다.
그 후 2001년까지 가와사키 프론탈레 성인팀의 코치로 재직하며 J리그컵 2000 준우승, 2001 시즌 천황배 4강 진출 등을 이끌었고 2002년부터 2003년까지는 가와사키 프론탈레의 유스팀 감독을 역임하기도 했다.
그리고 2004년 세레소 오사카의 코치로 재직한 뒤 2005년부터 2008년까지 쇼난 벨마레 유스팀 감독을 역임했고 2009 시즌부터 2011 시즌까지 3시즌동안 쇼난 벨마레의 수석 코치를 맡아 J리그 디비전 2 2009 3위 및 J리그 디비전 1 2010 승격을 도왔다.
이후 2012 시즌부터 2019 시즌까지 7년간 쇼난 벨마레의 감독을 역임하면서 J리그 디비전 2 2012 준우승, J리그 디비전 2 2014 우승, J2리그 2017 우승, J리그컵 2018 우승 등의 업적을 남겼으나 2019년 8월 쇼난의 선수단과 프런트 등에게 갑질을 한 사실이 밝혀지면서 1년간 S급 감독 라이선스 자격이 정지됨과 동시에 쇼난 감독직에서 7년·8시즌만에 불명예 퇴진했다.

### J리그 2기
쇼난 벨마레 사령탑에서 불명예 퇴진한 이후 2020년 3월 현장 연수차 류쓰케이자이 대학의 코치로 근무하다가 같은 해 12월 고향팀인 교토 상가의 사령탑으로 선임되며 1년 4개월만에 감독직에 복귀했다.
그리고 복귀 이후 J2리그 2021 준우승 및 12년만의 J1리그 복귀를 이끌어내면서 승격 청부사다운 면모를 유감없이 발휘했고 이듬해인 2022 시즌 천황배에서도 2011 시즌 준우승 이후 11년만의 통산 3번째 4강 진출을 지휘했다.

## 수상

### 클럽 (선수)
가시와 레이솔
- 재팬 풋볼 리그 퍼스트 디비전 : 준우승 (1992)

우라와 레즈
- J1리그 : 4위 (1995)

비셀 고베
- 재팬 풋볼 리그 : 준우승 (1996)

### 클럽 (지도자)
가와사키 프론탈레
- J리그컵 : 준우승 (2000)
- 천황배 : 4강 (2001)

쇼난 벨마레
- J2리그 : 우승 (2014, 2017), 준우승 (2012), 3위 (2009)
- J리그컵 : 우승 (2018)

교토 상가
- J2리그 : 준우승 (2021)
- 천황배 : 4강 (2022)